# Vinzieux
Vinzieux település Franciaországban, Ardèche megyében. Lakosainak száma 520 fő (2022. január 1.). Vinzieux Brossainc, Charnas, Félines, Saint-Jacques-d’Atticieux, Savas és Maclas községekkel határos.

## Népesség
A település népessége az elmúlt években az alábbi módon változott:
| Lakosok száma | 163  | 181  | 233  | 344  | 434  | 452  | 453  | 466  | 483  | 520  |
|               | 1968 | 1982 | 1990 | 2006 | 2013 | 2015 | 2017 | 2019 | 2020 | 2022 |